# Aegialia terminalis
Aegialia terminalis är en skalbaggsart som beskrevs av Brown 1931. Aegialia terminalis ingår i släktet Aegialia och familjen Aegialiidae. Inga underarter finns listade i Catalogue of Life.